# Бальестерос, Энрике
Энри́ке Бальесте́рос (исп. Enrique Ballesteros; 18 января 1905, Колония-дель-Сакраменто — 11 октября 1969) — уругвайский футболист, вратарь, чемпион мира 1930 года, чемпион Южной Америки 1935 года.

## Биография
Большую часть своей карьеры Бальестерос провёл за столичную «Рамплу Хуниорс», с которой выиграл единственный для клуба по сей день чемпионский титул. Последние три сезона в карьере выступал в составе «Пеньяроля» и все три раза помогал своей команде выиграть чемпионат страны.
Бальестерос был основным вратарём уругвайской сборной, ставшей в 1930 году первым чемпионом мира. Он провёл все матчи, включая финальный против сборной Аргентины. До начала первенства первый номер отдавался Андресу Масали, но волевым решением тренерского штаба тот был отчислен за недисциплинированное поведение из состава сборной незадолго до начала чемпионата, что дало шанс Бальестеросу.
Энрике Бальестерос был основным вратарём на победном для сборной чемпионате Южной Америки 1935 года. В 1937 году Бальестерос также участвовал в континентальном первенстве, где спорил за место в основе с Хуаном Бесуссо из «Уондерерс».

## Титулы
- Чемпион Уругвая (4): 1927, 1935, 1936, 1937
- Чемпион мира (1): 1930
- Чемпион Южной Америки (1): 1935
- Кубок Ньютона (1): 1930